# Ədalət Məmmədov
Ədalət Məmmədov (ur. 3 sierpnia 1974, zm. 30 marca 2003) – azerski bokser, ćwierćfinalista Letnich Igrzysk Olimpijskich 1996 w Atlancie oraz ćwierćfinalista Mistrzostw Świata 1993 w Tampere i Mistrzostw Europy 1996 w Vejle. Jako junior zdobył złoty medal na Mistrzostwach Europy Juniorów 1992 w Edynburgu oraz brązowy medal na Mistrzostwach Świata Juniorów 1992 w Montrealu.

## Kariera
W kwietniu 1992 zdobył złoty medal na Mistrzostwach Europy Juniorów 1992 w Edynburgu. W finale pokonał przed czasem w pierwszej rundzie reprezentanta Niemiec Timo Hoffmanna. W październiku tego samego roku zdobył brązowy medal na Mistrzostwach Świata Juniorów w Montrealu.
W maju 1993 rywalizował na Mistrzostwach Świata 1993 w Tampere. W ćwierćfinale przegrał przed czasem z reprezentantem Stanów Zjednoczonych Joelem Scottem, nie zdobywając medalu. W 1994 doszedł do półfinału turnieju Grand Prix w Ústí. W półfinale przegrał z reprezentantem Polski Tomaszem Boninem.
Na przełomie marca i kwietnia 1996 był uczestnikiem Mistrzostw Europy 1996 w Vejle. W 1/8 finału znokautował w pierwszej rundzie reprezentanta Bułgarii Swilena Rusinowa, a ćwierćfinale przegrał przed czasem z Ukraińcem Wołodymyrem Kłyczko.
W lipcu 1996 był uczestnikiem Letnich Igrzysk Olimpijskich 1996 w Atlancie. Doszedł tam do ćwierćfinału, przegrywając przed czasem z Duncanem Dokiwarim.